# Emmanuelle Latraverse
Emmanuelle Latraverse est une journaliste québécoise née à Montréal le 30 décembre 1974.

## Biographie
Emmanuelle Latraverse a fait ses études secondaires à la Villa Sainte Marcelline de Westmount et ses études collégiales au Collège Jean-de-Brébeuf à Montréal. Diplômée en études allemandes contemporaines et en économie de l'Université McGill, elle détient une maîtrise en journalisme de l'Université Carleton, à Ottawa. 
Elle rejoint l'équipe de Radio-Canada en mai 2005, après être passée par le bureau parlementaire du Réseau TVA et la chaîne parlementaire CPAC. Elle a couvert la guerre en Afghanistan, le tremblement de terre en Haïti et a suivi le premier ministre du Canada dans ses déplacements à l'étranger.
Elle fut journaliste pour Radio-Canada. Notamment à la barre de l'émission Les Coulisses du pouvoir de septembre 2011 à 2017. Correspondante parlementaire, elle est la première femme chef de bureau de Radio Canada à Ottawa, couvrant les travaux du parlement fédéral canadien. Emmanuelle Latraverse a participé régulièrement au Téléjournal 22h, en direct la semaine et la fin de semaine, de même qu'aux différents bulletins de nouvelles en ce qui a trait à l'actualité politique nationale.
En congé depuis le printemps 2017, elle se joint à l’équipe de Céline Galipeau au Téléjournal comme premier reporter.
Le 30 août 2018, un article de La Presse, révèle qu'elle a fait l'objet d'accusations pour harcèlement psychologique, agression verbale, intimidation, humiliation, menaces sur plusieurs années durant son passage comme chef de bureau de Radio Canada à Ottawa.
Le 13 août 2018, elle a effectué un retour à TVA/LCN à titre d'analyste politique à l'émission La Joute et lors des événements politiques. En 2022, elle devient analyste principale de TVA Nouvelles. Elle est aussi à la barre des émissions La Joute et Le Bilan les vendredis soirs. (animées par Paul Larocque du lundi au jeudi).